# Ommatius membranosus
Ommatius membranosus là một loài ruồi trong họ Asilidae. Ommatius membranosus được Scarbrough miêu tả năm 1985. Loài này phân bố ở vùng Tân nhiệt đới.